# Goggia
Goggia (лат.) — род ящериц семейства гекконовые.

## Распространение
Обитают в Африке: на юге Намибии и в ЮАР.

## Описание
Имеют длину от 10 до 14 см. Обитают в пустынях, среди камней и корней кустарников. Самки откладывают по два яйца.

## Классификация
Род был впервые выделен в 1997 году. Ранее виды этого рода относили к роду листопалые гекконы (Phyllodactylus). Включает 10 видов:
- Goggia braacki (Good, Bauer & Branch, 1996)
- Goggia essexi (Hewitt, 1925)
- Goggia gemmula (Bauer, Branch & Good, 1996)
- Goggia hewitti (Branch, Bauer & Good, 1995)
- Goggia hexapora (Branch, Bauer & Good, 1995)
- Goggia incognita Heinicke, Turk & Bauer, 2017
- Goggia lineata (Gray, 1838) — капский листопалый геккон, или полосатый листопалый гекконtypus
- Goggia matzikamaensis Heinicke, Turk & Bauer, 2017
- Goggia microlepidota (Fitzsimons, 1939) — малочешуйчатый листопалый геккон
- Goggia rupicola (Fitzsimons, 1938)